# 한 번 더 해피엔딩 (드라마)
《한 번 더 해피엔딩》은 2016년 1월 20일부터 2016년 3월 10일까지 방송한 MBC 수목 드라마이다.

## 줄거리
서른이 훌쩍 넘어버린 1세대 요정 걸그룹의 '그 후' 그리고 그녀들과 '엮이는' 바람에 다시 한 번 사랑을 시작하는 남자들의 이야기. 돌아온 싱글, 정체성 애매한 싱글대디, 모태솔로와 다름없는 미혼, 소생 불가능해 보이는 기혼임에도 '다시 행복해지기 위해' 사랑에 도전하는 과정을 그린 용감무쌍 유쾌통쾌 스파클링 로맨틱 코미디

## 등장 인물
- (†) 표시는 드라마 상에서 최종적으로 사망한 인물이다.

### 주요 인물
- 장나라 : 한미모 역 (아역 : 이영은) - 재혼컨설팅 업체 '용감한 웨딩'의 공동대표, 전직 걸그룹 '엔젤스' 멤버
- 정경호 : 송수혁 역 (아역 : 최권수) - 매스펀치 취재기자
- 권율 : 구해준 역 (아역: 이지환) - 사랑병원 신경과 의사
- 유인나 : 고동미 역 - 사립초등학교 선생님, 전직 걸그룹 '엔젤스' 멤버
- 유다인 : 백다정 역 - 재혼컨설팅 업체 '용감한 웨딩'의 공동대표, 전직 걸그룹 '엔젤스' 멤버
- 서인영 : 홍애란 역 - 인터넷 쇼핑몰 대표, 전직 걸그룹 '엔젤스' 멤버

### 썸남썸녀
- 김태훈 : 김건학 역 - 백다정의 남편, 재벌 2세
- 황선희 : 우연수 역 - 사랑병원 산부인과 전문의, 해준의 전처
- 이채은 : 정아니 역 - 매스펀치 취재기자, 수혁의 대학교 후배
- 박은석 : 방동배 역 - 홍애란의 약혼남
- 김지안 : 구연미 역 - 백합여고 학생, 사랑병원 신경과 치료중
- 김사권 : 김승재 역 - 한미모의 전남편
- 진기주 : 안순수 역 † - 수혁의 사별한 아내, 민우의 어머니

### 주변 인물
- 고규필 : 나현기 역 - 매스펀치 취재기자
- 김단율 : 송민우 역 - 송수혁의 아들
- 송준희 : 김태용 역 - 백다정과 김건학의 아들
- 최덕문 : 매스펀치 팀장 역
- 안효섭 : 안정우 역 - 고동미의 연하 남자친구
- 이슬비 : 송소은 역

### 그 외
- 서한결
- 이일섭
- 노수성
- 신소이
- 정태야
- 유현종
- 박대규
- 정동규
- 장준유 : 김승재의 여자친구 송시아 역
- 윤인조
- 미소윤: 사랑병원 김 간호사 역
- 전수아
- 문상숙
- 문자영
- 정준영
- 김은진
- 김혜지
- 조철환
- 이선영
- 임후석
- 최황빈
- 서예희
- 차민준
- 송경화
- 정영훈 : 대학시절 구해준 친구 역
- 장서희 : 고동미의 학급반 학생 역
- 권정현
- 윤봉길
- 박영수
- 이설구
- 오윤홍
- 손산

### 특별 출연
- 박산다라 : 구슬아 역 - 톱여배우, 전직 걸그룹 '엔젤스' 멤버
- 이동하 : 김정훈 역 - 유명 셰프, 한미모를 차버리고 구슬아에게 청혼하는 양다리남
- 김소연 : 원고인 김송율 역
- 곽시양 : 피고인 방대한 역
- 백봉기 : 춘기 역
- 오정세 : 돌싱남 역
- 서현철 : 구청직원 역
- 스잘 : 모조품상 역
- 이수지 : 콜센터 직원 역
- 레이 양 : 한미모의 동네 이웃, 자기관리가 철저했지만 치킨 먹다 질식사한 경현 역
- 정지순 : '자연산 글래머'를 원하는 상담 고객 역
- 이연두 : 송민우의 담임 선생님 역
- 박해미 : 홍애란의 어머니 역
- 김민준 : 고동미와 전기오븐 직거래한 남자 이욱 역
- 박휘순 : 조선시대 이야기 속 혼례를 올리는 신랑 겸 고동미 학교 동료 역
- 김사희 : 고동미 학교 동료 우정미 역
- 김효서 : 매력적인 전문직 돌싱녀로 상담 고객 역
- 뮤지 : 고동미가 점 보러간 점집 주인, 점쟁이 역
- 김하균 : 아이를 낳아줄 여자를 원하는 상담 고객 역
- 허안나 : 방동배의 전 여자친구 역
- 이지훈
- 스테파니 : 봉봉미 역
- 윤종훈
- 문세윤 : 큐피드 역
- 손성윤
- 코넌 오브라이언
- 진호현 : 결혼식 사회자 역
- 홍기준 : 소개팅남 역

## 시청률
아래의 파란색 숫자는 '최저 시청률'이고, 빨간색 숫자는 '최고 시청률'입니다. 시청률조사회사와 지역별로 시청률에 차이가 있을 수 있습니다.
| 2016년      | 2016년      | 2016년         | 2016년       | 2016년         | 2016년       |
| 회차        | 방송일      | TNmS 시청률    | TNmS 시청률  | AGB 시청률     | AGB 시청률   |
| 회차        | 방송일      | 대한민국(전국) | 서울(수도권) | 대한민국(전국) | 서울(수도권) |
| ----------- | ----------- | -------------- | ------------ | -------------- | ------------ |
| 제1회       | 1월 20일    | 5.5%           | 5.9%         | 5.2%           | 6.3%         |
| 제2회       | 1월 21일    | 6.1%           | 7.1%         | 5.9%           | 7.2%         |
| 제3회       | 1월 27일    | 5.8%           | 6.5%         | 6.3%           | 7.5%         |
| 제4회       | 1월 28일    | 5.6%           | 6.4%         | 6.7%           | 8.0%         |
| 제5회       | 2월 3일     | 6.2%           | 6.1%         | 6.5%           | 8.1%         |
| 제6회       | 2월 4일     | 6.3%           | 7.9%         | 6.9%           | 8.5%         |
| 제7회       | 2월 10일    | 6.2%           | 7.6%         | 5.8%           | 7.2%         |
| 제8회       | 2월 11일    | 6.2%           | 7.5%         | 6.3%           | 7.6%         |
| 제9회       | 2월 17일    | 6.0%           | 7.4%         | 5.6%           | 7.0%         |
| 제10회      | 2월 18일    | 6.1%           | 7.4%         | 5.0%           | 6.3%         |
| 제11회      | 2월 24일    | 5.9%           | 6.9%         | 5.0%           | 6.0%         |
| 제12회      | 2월 25일    | 5.5%           | 6.6%         | 4.7%           | 5.8%         |
| 제13회      | 3월 2일     | 4.5%           | 5.1%         | 3.8%           | 4.4%         |
| 제14회      | 3월 3일     | 3.6%           | 4.4%         | 3.7%           | 4.5%         |
| 제15회      | 3월 9일     | 3.5%           | 4.2%         | 3.2%           | 3.9%         |
| 제16회      | 3월 10일    | 3.5%           | 4.1%         | 3.0%           | 3.6%         |
| 평균 시청률 | 평균 시청률 | 5.4%           | 6.3%         | 5.2%           | 6.3%         |

## 참고 사항
- 장나라와 고규필은 KBS 월화 드라마 《너를 기억해》 이후로 7개월만에 재회하는 작품이다.

## 같이 보기
KBS 수목드라마
- 《장사의 신 - 객주 2015》
- 《태양의 후예》

SBS 드라마 스페셜
- 《리멤버 - 아들의 전쟁》
- 《돌아와요 아저씨》